# Штрубе де Пирмонт, Фридрих Генрих
Фридрих Генрих Штрубе де Пирмонт (нем. Frederic Henri Strube de Piermont; 1704−1776 (по другим данным, ок. 1790)) — российский учёный немецкого происхождения, член Санкт-Петербургской Академии Наук (1738). Один из авторов «норманской теории» возникновения русской государственности, специалист по естественному праву.

## Биография
Родился в Ганновере, учился в Галле, с 1730 года служил секретарём германских посольств в Вене, Лондоне и в Польше, а затем секретарём Э. Бирона, с которым переехал в Россию.
В 1732 году в Амстердаме вышло в свет первое произведение Штрубе де Пирмонта на французском языке — «L’examen des réflexions d’un patriote allemand au sujet de la garantie de la pragmatique imperial», а в 1733 году появилась его новая работа — «La réponse à la lettre de l’auteur des réflexions d’un patriote allemand impartial», изданная небольшим тиражом. На основании этих сочинений, а также по политическим причинам (как секретарь Бирона), Штрубе де Пирмонт 4 сентября 1738 года был принят Санкт-Петербургской академией наук в число её членов, получив звание «профессора юриспруденции и политики».
В мае 1740 года Штрубе де Пирмонту было поручено «сочинить (под наблюдением академика Гольдбаха) настоящую историю» из реляций и ведомостей о польских и турецких воинских действиях в царствование императрицы Анны Иоанновны. Но это поручение Штрубе де Пирмонт не выполнил, поскольку в 1741 году в качестве секретаря графа П. Г. Чернышёва отбыл в Копенгаген, а оттуда в 1743 году в Берлин, где он пробыл до 1746 года.
В 1746 году с Штрубе де Пирмонтом был заключён новый контракт, причём президент Академии наук К. Г. Разумовский назначил его конференц-секретарем Академического собрания. В 1749 году его на этой должности сменил Х. Н. Винсгейм. В марте 1747 года Штрубе де Пирмонту было поручено совместно с М. В. Ломоносовым и В. К. Тредиаковским рассмотреть обстоятельства спора между Г. Ф. Миллером и П. Н. Крёкшиным по поводу сочиненной последним «Родословной великих князей и императоров». После учреждения Исторического собрания в марте 1748 года Штрубе де Пирмонт стал его членом и часто встречался с Ломоносовым, который также вошёл в состав этого Собрания. В конце 1748 года Историческое собрание поручило Штрубе де Пирмонту, Тредиаковскому и Ломоносову дать отзывы на переводы двух французских грамматик П. Ресто, выполненные переводчиком И. С. Горлицким.
В 1750 году принял российское подданство.
С 1748 по 1755 год работал над «Кратким руководством к Российским правам». Это сочинение получило довольно низкую оценку от руководства Академии наук. Согласно заключению Канцелярии Академии наук, «при точнейшем разсмотрении оказалось, что оная книга сочинена не тем образцом, как он обещался и её назвал, то есть кратким руководством, ибо в оной ничего более не учинено, как только под краткими заглавиями расположены материи и содержания указов, регламентов и прочаго во всем их пространстве от слова до слова… почему упомянутая его книга к тому намерению, для котораго приказано было ему оную сочинять, то есть российскому юношеству вместо краткаго руководства, явилась неспособною». В итоге эта книга так и не была опубликована.
В 1754 году Штрубе де Пирмонту было поручено перевести «Слово похвальное Петру Великому» Ломоносова. 6 сентября 1756 года на торжественном собрании Академии наук Штрубе де Пирмонт произнёс речь «Sur l’origine et les changements des lois russiennes». Эта речь, известная как первая попытка исследовать историю русского законодательства, была тогда же напечатана академией на французском и на русском языках, — на последнем в переводе Семёна Нарышкина под заглавием: «Слово о начале и переменах российских законов» (СПб. , 1756 г.).
В конце 1756 года ему предложили заведовать изданием газеты на французском языке при Академии. На это предложение Штрубе де Пирмонт подал президенту Академии Разумовскому записку, в которой заявил о согласии принять на себя издание газеты лишь в том случае, если на этот счёт будет издано именное повеление о возложении на него этого дела, ему будет увеличено жалование, назначен помощник, а также предоставлено право выбора по своему усмотрению статей для газеты. Разумовский отказал ему в этих требованиях и предложил, в случае нежелания исполнять возложенные на него обязанности, выйти в отставку. Штрубе де Пирмонт вначале подчинился, но вскоре вновь отказался от руководства изданием газеты, вследствие чего Академическая канцелярия 12 сентября 1757 года уволила его из Академии наук. Штрубе де Пирмонт подал жалобу в Правительствующий сенат на действия Академической канцелярии, но его жалоба была оставлена без последствий.
С 1754 года был членом Уложенной комиссии. После увольнения из Академии наук Штрубе де Пирмонт числился только как член Уложенной комиссии, пока в 1761 году он не был назначен секретарем при графе И. Г. Чернышеве, отправлявшемся на Аугсбургский конгресс. Впоследствии Штрубе де Пирмонт был принят советником в Коллегию иностранных дел и в июле 1775 года получил чин статского советника по случаю празднования заключения мира с Турцией.
После увольнения из Академии наук Штрубе де Пирмонт продолжал свои научно-литературные занятия. В 1760 году он издал на французском языке анонимные «Русские письма» (фр. Lettres russienes), содержавшие полемику с Монтескьё по поводу его характеристики государственного строя России как деспотического, и в 1774 году — «Catéchisme de la nature, où l’on а tâché de mettre dans un plus grand jour les fondemens de la jurisprudence naturelle, de la morale, strictement dite, et de la politique privée. Nouvelle edition revuë et accompagnée d’une lettre à M. B. C. G. V. sur les principes de la morale renouvellés en nos jours» (СПб.).
С 1769 года Штрубе де Пирмонт занимался вопросом о происхождении руссов, результатом чего был его труд: «Dissertation sur les anciens Russes» (S.-Petersb., 1785), который был переведён Львом Павловским и издан под заглавием «Рассуждение о древних россиянах» (СПб., 1791 г.). По оценкам историков, этот труд является наиболее ценным из всего научного наследия Штрубе де Пирмонта; этим трудом впоследствии пользовались многие русские историки.
В 1779 году удалился в пожалованное ему графом Н. И. Паниным имение, где и умер.

## Сочинения
- Strube de Piermont F.H. Recherche nouvelle de l’origine et des fondements du droit de la nature. SPb., 1740.
- Штрубе де Пирмонт Ф. Г. Программа, в которой равную пользу военной и судебной науки показывает; и купно желающих упражняться в основательнейшем учении на свои лекции призывает ФРИДРИХ ГЕНРИХ ШТРУБЕ, Императорской Академии наук Профессор. СПб., 1748.
- Штрубе де Пирмонт Ф. Г. Краткое руководство к Российским правам [1755]. [Избранные фрагменты] // Бугров К. Д., Киселев М. А. Естественное право и добродетель: Интеграция европейского влияния в российскую политическую культуру XVIII века. Екатеринбург, 2016.
- Штрубе де Пирмонт Ф. Г. Слово о начале и переменах российских законов в торжественное празднество тезоименинства ея императорскаго величества … Елизаветы Петровны … в публичном собрании Санктпетербургской императорской академии наук говоренное Федором Штрубом сентября 6 дня 1756 году. СПб., 1756.
- [Strube de Piermont F.H.] Lettres Russiennes. [SPb.], 1760.
- Штрубе де Пирмонт Ф. Г. Российския (или Руские) письма. На французском изданы 1760, а со онаго на российской язык переведены 1761 года // Бугров К. Д., Киселев М. А. Естественное право и добродетель: Интеграция европейского влияния в российскую политическую культуру XVIII века. Екатеринбург, 2016.